# Listă de comune din raionul Rezina
Această listă conține comunele din raionul Rezina, Republica Moldova, cu satele din componența lor. Celulele gri indică localitățile consemnate ca „sat (comună)” în Legea privind organizarea administrativ-teritorială a Republicii Moldova.
| Comuna           | Satul de reședință | Sate componente    |
| ---------------- | ------------------ | ------------------ |
| —                | —                  | Bușăuca            |
| —                | —                  | Cinișeuți          |
| —                | —                  | Cogîlniceni        |
| —                | —                  | Cuizăuca           |
| —                | —                  | Echimăuți          |
| Ghiduleni        | Ghiduleni          | Ghiduleni          |
| Ghiduleni        | Ghiduleni          | Roșcanii de Jos    |
| Ghiduleni        | Ghiduleni          | Roșcanii de Sus    |
| —                | —                  | Gordinești         |
| Horodiște        | Horodiște          | Horodiște          |
| Horodiște        | Horodiște          | Slobozia-Horodiște |
| —                | —                  | Ignăței            |
| Lalova           | Lalova             | Lalova             |
| Lalova           | Lalova             | Nistreni           |
| Lalova           | Lalova             | Țipova             |
| —                | —                  | Lipceni            |
| —                | —                  | Mateuți            |
| —                | —                  | Meșeni             |
| Mincenii de Jos  | Mincenii de Jos    | Mincenii de Jos    |
| Mincenii de Jos  | Mincenii de Jos    | Mincenii de Sus    |
| —                | —                  | Otac               |
| —                | —                  | Păpăuți            |
| —                | —                  | Peciște            |
| Pereni           | Pereni             | Pereni             |
| Pereni           | Pereni             | Roșcani            |
| Pripiceni-Răzeși | Pripiceni-Răzeși   | Pripiceni-Curchi   |
| Pripiceni-Răzeși | Pripiceni-Răzeși   | Pripiceni-Răzeși   |
| Saharna Nouă     | Saharna Nouă       | Buciușca           |
| Saharna Nouă     | Saharna Nouă       | Saharna            |
| Saharna Nouă     | Saharna Nouă       | Saharna Nouă       |
| Sîrcova          | Sîrcova            | Piscărești         |
| Sîrcova          | Sîrcova            | Sîrcova            |
| Solonceni        | Solonceni          | Solonceni          |
| Solonceni        | Solonceni          | Tarasova           |
| —                | —                  | Trifești           |
| Țareuca          | Țareuca            | Țahnăuți           |
| Țareuca          | Țareuca            | Țareuca            |